# راسينيز ألانين

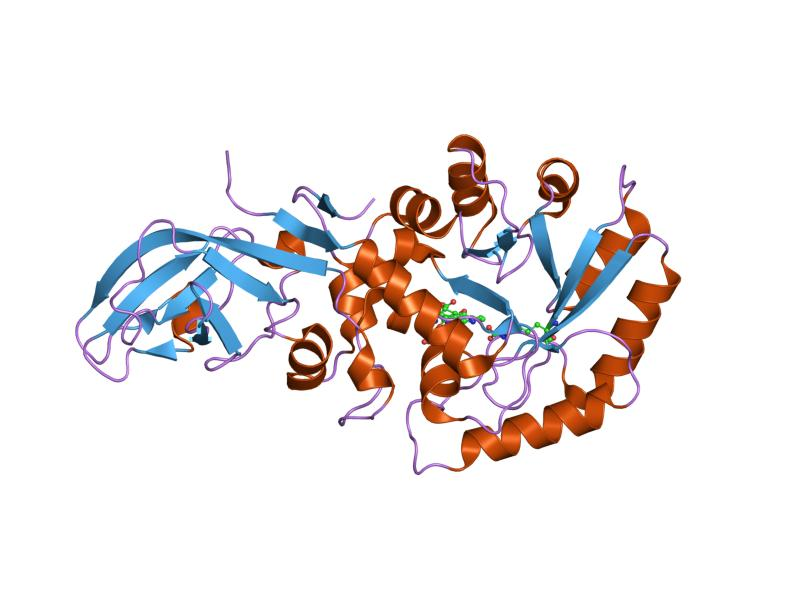

## راسينيزألانين
```
هو إنزيم يحفز التفاعل الكيميائي في الانزيمات وهو راسيماز ألانين 
          ألانين ⇌ د-ألانين
```

وبالتالي، يحتوي هذا الإنزيم على ركيزة واحدة، بناء على الأحماض racemases و epimerases هذا الانزيم ينتمي إلى عائلة إيزوميراز، وتحديدا تلك الأمينية ومشتقاتها.
و اسم منهجي من هذه الفئة الانزيم راسيماز ألانين . ويسمى هذا الإنزيم أيضًا بمضاد راسين أل ألانين . هذا وتشارك الانزيم في ألانين واسبارتاتي الأيض ود- ألانين الأيض. يستخدم Fluoro-D- عامل مساعد واحد، فوسفات البيريدوكسال . من المعروف أن مركبين على الأقل يثبطان هذا الأنزيم alanine ,D-cycoserine

## التخليق الحيوي
للتخليق الحيوي الببتيدوجليكان. تم racemase alanine الذي ينتج بواسطة D-alanine يتم استخدام العثور على الببتيدوغليكان في جدران الخلايا من جميع البكتيريا، بما في ذلك العديد من تلك التي البشر. الإنزيم غائب في حقيقيات النوى الأعلى ولكنه موجود في كل مكان في بدائيات النوى، مما يجعل راسينات ألانين هدفًا كبيرًا لتطوير الأدوية المضادة للميكروبات. يمكن العثور على راسيماز ألانين في بعض اللافقاريات.

## الأنواع
ألانين، الأنواع Racemase أو اثنين من جينات
( (alr gene يمكن أن يحتوي البكتيريا على جين واحد، الجين البكتيرية التي تحتوي على جينين لرايسمار ألانين لها نوع يتم التعبير عنه باستمرار والآخر غير قابل للتحفيز، مما يجعل من الصعب استهداف كلا الجينين لدراسة الدواء . ومع ذلك، فقد أظهرت دراسات خروج المغلوب أنه بدون التعبير عن الجينalr ، ستحتاج البكتيريا إلى مصدر خارجي لي د-ألانين من أجل البقاء.لذلك، يعد الجين alr هدفا ممكنا للأدوية المضادة للميكروبات.

## دراسات الهيكلية
لتحفيز التحويل المتبادل بين D و L ألانين، يجب على راسيما ألانين وضع بقايا قادرة على تبادل البروتونات على جانبي الكربون ألفا من ألانين. تشير الدراسات الهيكلية لمجمعات مثبطات الإنزيم أن Tyrosine 265 و Lysine 39 هي هذه المخلفات. يتم توجيه ألفا بروتون من L-enantiomer نحو Tyr265 ويتم توجيه بروتون ألفا من D-enantiomer نحو Lys39.

## المسافة
المسافة بين بقايا الإنزيم و enantiomers هي 3.5A و 3.6A على التوالي. تؤكد الدراسات التركيبية لمجمعات الإنزيم مع تناظرية L- ألانين اصطناعية ومثبط ملزم ضيق وبروبيونات أن Tyr265 و Lys39 عبارة عن قواعد حفازة للتفاعل.
إن مجمعات PLP-L-Ala و PLP-D-Ala قابلة للتطبيق تقريبًا. المناطق التي لا تتداخل هي الأذرع المتصلة بحلقة البيريدين من PLP وكربون ألفا من الألانين. من المحتمل أن يؤدي التفاعل بين كل من ذرات الأكسجين الفوسفات وبيريدين النيتروجين إلى منطقة 5 فوسفوبريدريدوكسيل من PLP-Ala إلى ارتباط وثيق بالإنزيم.

## تحديدالبنية
تم تحديد بنية راسيما ألانين من العصوية Stearothermophilus (Geobacillus stearothermophilus) عن طريق البلورات بالأشعة السينية إلى دقة 1.9 أ. يتكون مونومر راسيناز ألانين من مجالين، ثمانية ألفا / بيتا برميل مجدولة في الطرف N ، و مجال المحطة C يتكون بشكل أساسي من حبلا بيتا. يظهر نموذج لبنية المجالين في الشكل 2. تم العثور على المجال الطرفي N أيضًا في عائلة البروتينات PROSC (البرولين سينثيتاز المبرمج المشترك) من البروتينات، والتي لا يُعرف عنها نشاط ألماسي راسينيز. العامل المساعد pyridoxal 5'- الفوسفات (PLP) يقع فوق وفوق برميل ألفا / بيتا ويرتبط تساهميًا عبر ارتباط ألديمين ببقايا اللايسين، والتي تقع عند الطرف C من أول بيتا ستراند من ألفا / برميل بيتا

## الآلية المقترحة
من الصعب إثبات آليات التفاعل بشكل كامل عن طريق التجربة. الآلية التقليدية المنسوبة إلى تفاعل راسيناز ألانين هي آلية ذات قاعدتين مع كربونيون مستقر PLP. يستخدم PLP كمغسلة إلكترونية لتثبيت الشحنة السالبة الناتجة عن استخلاص الكربون ألفا. تفضل الآلية القائمة على خصوصية التفاعل مقارنة بآلية قاعدة واحدة. يتم وضع البقايا التحفيزية الثانية مسبقًا للتبرع بالبروتون بسرعة بعد تكوين وسيط الكربونيون وبالتالي يقلل من فرصة حدوث تفاعلات بديلة. هناك نوعان من التعارضات المحتملة مع هذه الآلية التقليدية، كما حددها واتانابي وآخرون. أولاً، يشكل Arg219 رابطًا هيدروجينيًا مع نيتروجين البيريدين من PLP ، وتحتوي مجموعة الأرجينين على pKa حوالي 12.6 وبالتالي من غير المحتمل أن تتسبب في بروتون البيريدين. عادة في تفاعلات PLP ، فإن بقايا الأحماض الأمينية الحمضية مثل مجموعة حمض الكربوكسيل، مع pKa حوالي 5 ، بروتون حلقة البيريدين. يسمح بروتين النيتروجين بيريدين للنيتروجين بقبول شحنة سالبة إضافية. لذلك، بسبب Arg219 ، من غير المحتمل أن يتشكل الومض الكربوني المستقر PLP. تم تحديد مشكلة أخرى هي الحاجة إلى بقايا أساسية أخرى لإعادة Lys39 و Tyr265 إلى أشكالها البروتونية وغير المبرمجة لـ L-alanine والعكس صحيح لـ D-alanine. واتانابي وآخرون. لم يتم العثور على بقايا الأحماض الأمينية أو جزيئات الماء، بخلاف مجموعة الكربوكسيل من PLP-Ala ، لتكون قريبة بما يكفي (في غضون 4.5 أمبير) لبروتون أو إزالة بروتين Lys أو Tyr.

## التراكيب البلورية
استنادًا إلى التركيبات البلورية لـ N- (5’-phosphopyridoxyl) L- alanine (PKP-L-Ala (و N- (5’-phosphopyridoxyl) D-alanine (PLP-D-Ala)
```
واتانابي وآخرون. اقترح آلية بديلة في عام 2002 ، في هذه الآلية تشارك ذرات الأكسجين الكربوكسيل لـ PLP-Ala مباشرة في الحفز عن طريق التوسط في نقل البروتون بين Lys39 و Tyr265. حددت بنية التبلور أن الأكسجين الكربوكسيل لـ PLP-L-Ala إلى OH من Tyr265 كان 3.6A فقط وأن الأكسجين الكربوكسيل لـ PLP-L-Ala إلى النيتروجين من Lys39 كان 3.5A فقط. لذلك، كان كلاهما قريبًا بما يكفي ليسبب رد فعل
```

هذه الآلية مدعومة بطفرات Arg219. تؤدي الطفرات التي تغير Arg219 إلى كربوكسيل إلى اكتشاف وسيط كينونويد بينما لم يتم اكتشاف أي منها مع أرجينين. يحتوي الارجينين الوسيط على طاقة مجانية أكثر بكثير، وهو غير مستقر أكثر من المسوخ المتبقي الحمضي، ويعزز زعزعة الوسيط خصوصية التفاعل.